# Henri Helle
Henri Hyacinthe Helle (Thiescourt, Oise, 4 de setembre de 1873 - Thiescourt, 21 de juny de 1901) va ser un tirador amb arc francès, que va competir a cavall del segle xix i el segle xx. El 1900 va prendre part en els Jocs Olímpics de París, tot guanyant la medalla de plata en la modalitat de tir Au Chapelet 50 metres del programa de tir amb arc. En la prova de tir Au Cordon Doré 50 metres quedà en quarta posició.